# Jharsuguda
Jharsuguda är en stad i den indiska delstaten Odisha, och är huvudort för ett distrikt med samma namn. Folkmängden uppgick till 97 730 invånare vid folkräkningen 2011.